# Maison de la Reine Berthe
La maison de la Reine Berthe, ou Maison des Vieux-Consuls ou Escalier de la Reine Berthe, est située dans la ville de Chartres, préfecture du département français d'Eure-et-Loir, en région Centre-Val de Loire.
Nommée ainsi en référence à Berthe de Bourgogne, veuve d'Eudes Ier de Blois, comte de Chartres, puis épouse de Robert II le Pieux en 997, elle fait l’objet d’un classement au titre des monuments historiques depuis 1889.

## Description

La maison de la Reine Berthe
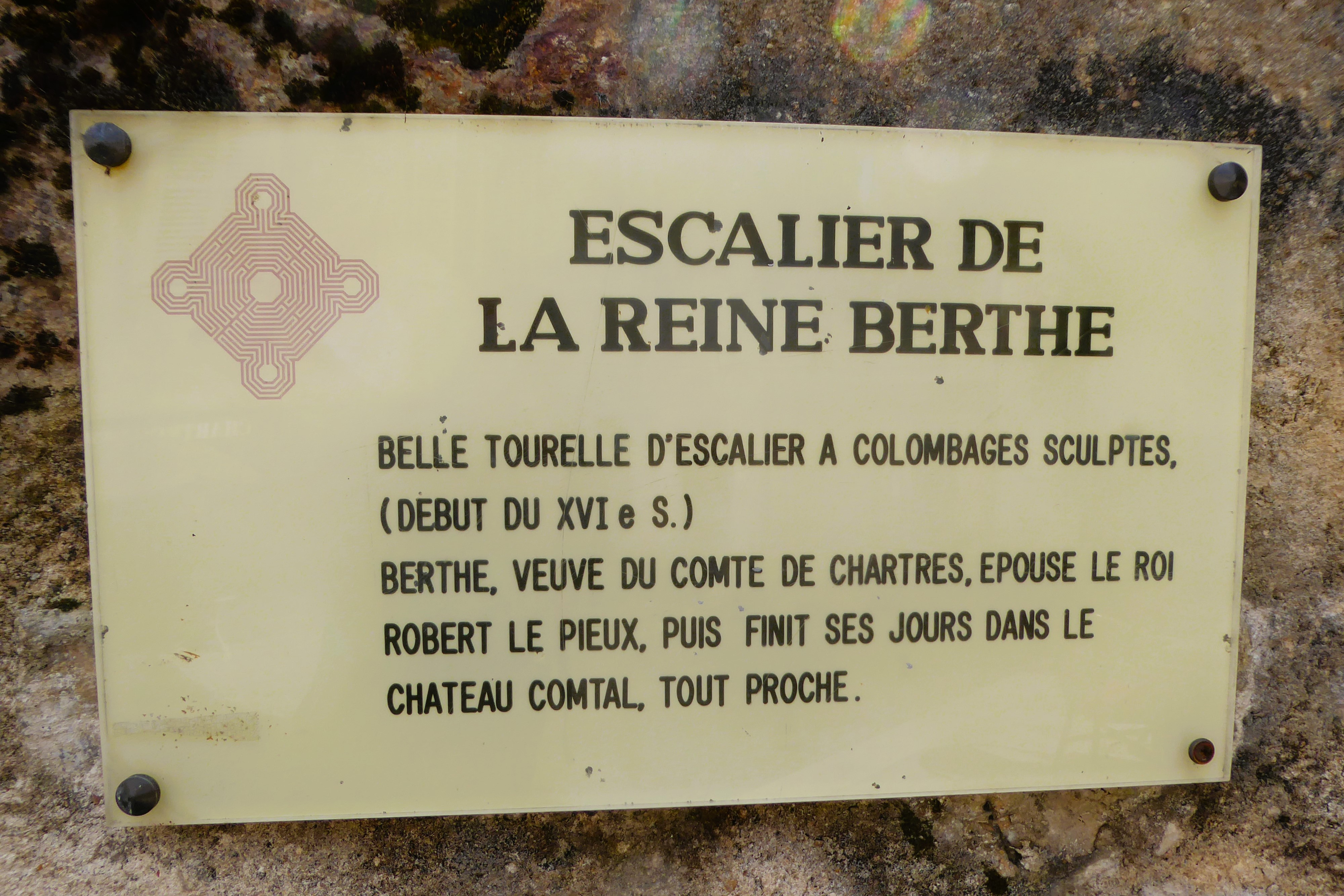
Plaque des monuments historiques.
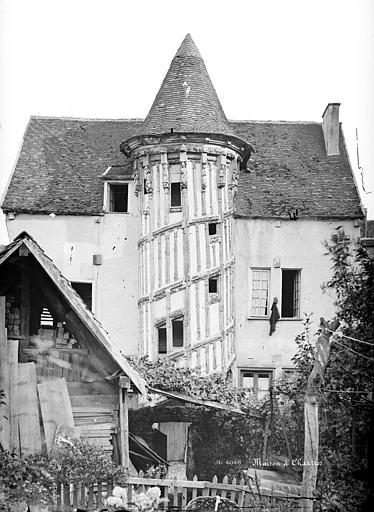
Photographie par Mieusement, avant 1893.
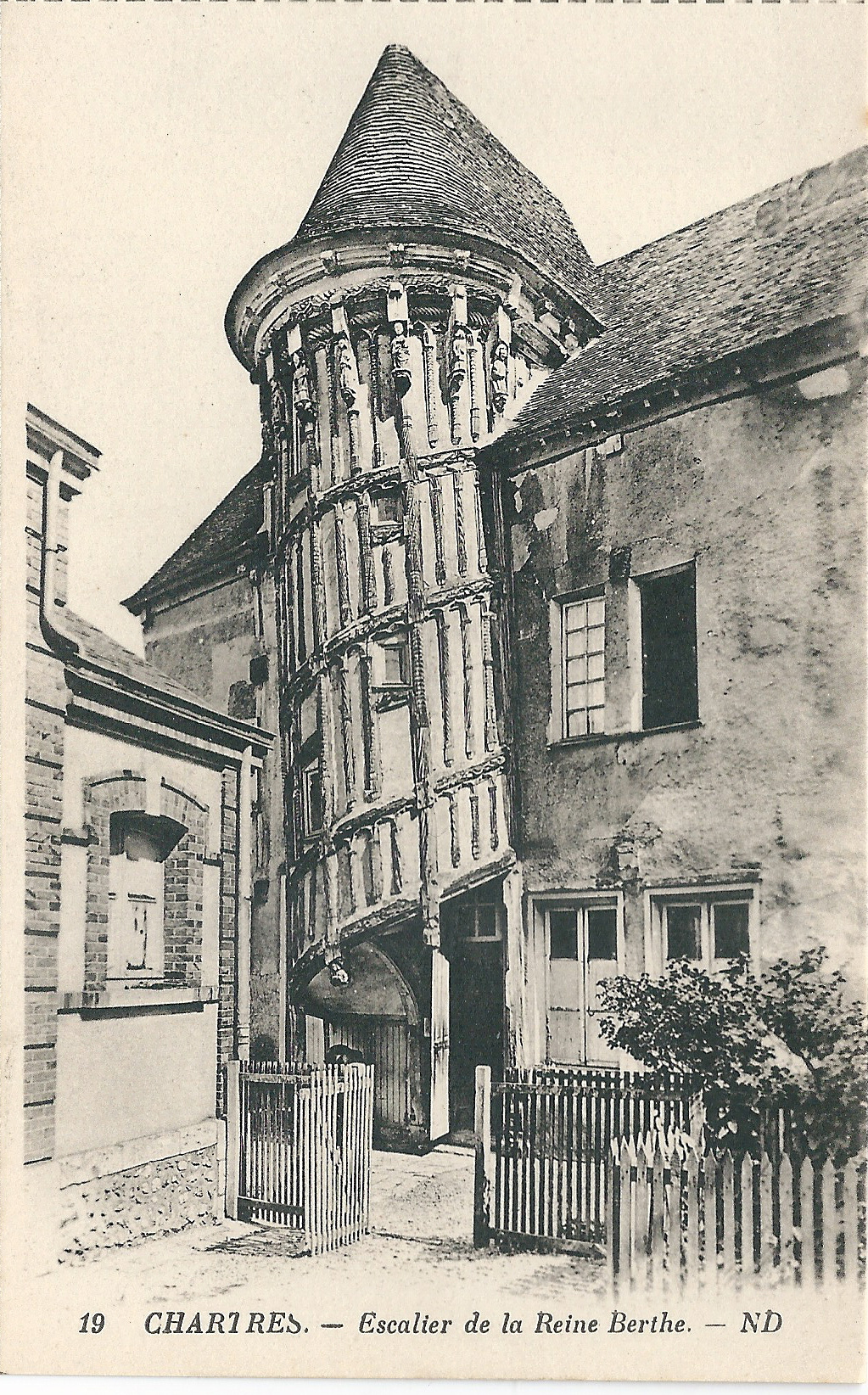
Carte postale Levy & Neurdein, 1914.
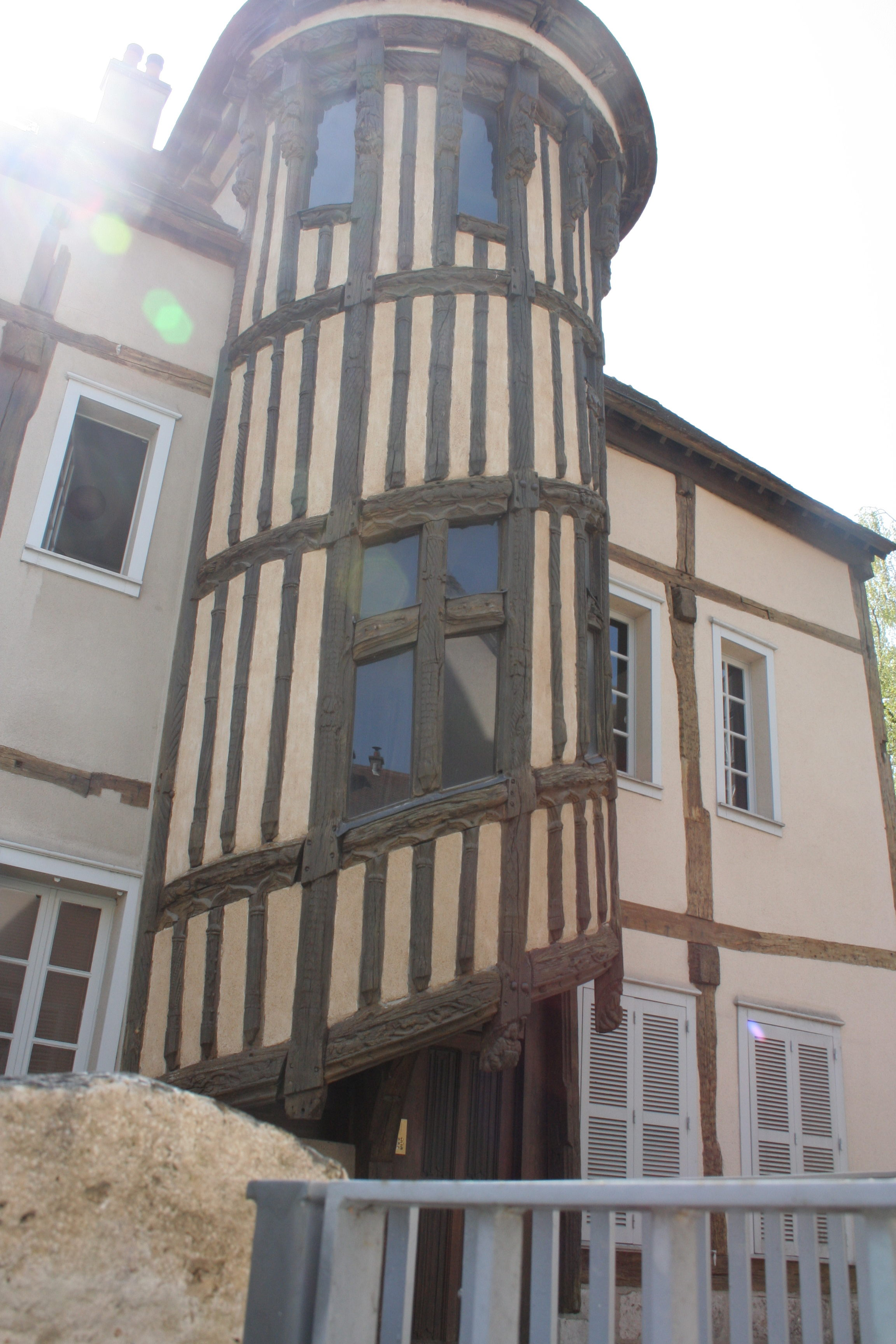
L'escalier, en 2010.